# Stefano Pantano
Stefano Pantano (Roma, 4 maggio 1962) è un conduttore radiofonico ed ex schermidore italiano, specializzato nella spada.

## Biografia
Cresciuto nel quartiere del Quadraro a Roma, è stato un importante esponente della spada italiana della sua generazione. Ben tre volte campione del mondo a squadre di spada (1989, 1990, 1993), ha partecipato ai Giochi olimpici di Seul e Barcellona, raggiungendo un quarto e un quinto posto a squadre, e un quattordicesimo posto nell'individuale nel 1988.
Ha conquistato tre ori e un argento alle Universiadi (1983, 1987, 1989), due ori in Coppa Europa (1989 e 1994), ed è stato campione italiano assoluto (1989).
È diventato in seguito direttore tecnico delle Fiamme Oro Polizia di Stato sezione scherma. 

### Dopo il ritiro
È commentatore tecnico della scherma per la Rai, al fianco della prima voce Federico Calcagno dal 1996 e sin dai Giochi olimpici di Atlanta. È stato ospite fisso, nella stagione televisiva 2004-2005, della trasmissione "La Domenica Sportiva - L'altra". Nel 2013-2014 è stato ospite fisso ne "Il Processo del Lunedì" su Rai Sport. È stato "storico" ospite della trasmissione "Goal di notte", condotta da Michele Plastino e ora collabora con l'emittente napoletana Canale 21.
È in possesso di una laurea specialistica in scienze motorie ottenuta presso l'Università degli Studi di Roma Tor Vergata ed è docente, presso lo stesso ateneo, nella facoltà di scienze motorie.
Nel 2010 ha partecipato come concorrente alla sesta edizione di Ballando con le stelle su Rai 1. Accanito tifoso della Lazio, da settembre 2020 conduce con Daniele Baldini il programma Non mollare mai in onda sull'emittente radiofonica Radiosei.
Nel giugno 2023 una sua testimonianza viene raccolta nel libro ‘Il Talento incontra l’Occasione’, edito da Edizioni Efesto, dall’autore Massimiliano Martino.

## Palmarès
In carriera ha ottenuto i seguenti risultati:
 Giochi olimpici 
Individuale
- 14º classificato nella spada a Seul 1988

A squadre
- 4º classificato nella spada a Seul 1988
- 5º classificato nella spada a Barcellona 1992

 Mondiali 
Individuale
A squadre
- Oro nella spada a Denver 1989
- Oro nella spada a Lione 1990
- Oro nella spada a Essen 1993

 Universiadi 
Individuale
- Argento nella spada a Zagabria 1987

A squadre
- Oro nella spada a Edmonton 1983
- Oro nella spada a Zagabria 1987
- Oro nella spada ad Duisburg 1989

 Campionati italiani 
Individuale
- Oro nella spada nel 1989

A squadre
- Oro nella spada nel 1989